# Communauté d'agglomération de Nevers
La communauté d'agglomération de Nevers (ou Nevers Agglomération) est une communauté d'agglomération française, située dans le département de la Nièvre et la région Bourgogne-Franche-Comté.

## Historique
La communauté d'agglomération de Nevers a pris effet le 1er janvier 2003, à la suite d'un arrêté préfectoral du 31 décembre 2002. Elle succède à la communauté de communes Val de Loire-Val de Nièvre créée en 1996 et ne rassemblant que 4 des 13 communes actuelles de l'établissement.
Un premier projet intercommunal, outre le SIVOM créé en 1966, avait été envisagé en 1971 sous forme d'un District urbain. Il avait échoué à cause de la commune de Saint-Éloi. En 1996, la communauté de communes Val de Loire-Val de Nièvre (« Confluences ») a réuni tout d'abord trois communes de l'agglomération (Nevers, Coulanges et Fourchambault), puis une quatrième (Saincaize-Meauce).
Combattue politiquement par les élus communistes, elle est dissoute en 1997 et recréée en 1998.
À la faveur des nouvelles dispositions législatives de la Loi Chevènement du 12 juillet 1999, la communauté d'agglomération est créée en 2003 et étendue à 10 communes puis une onzième, Gimouille, le 1er janvier 2010. Conçue avec une grande concertation, elle procède au vote de ses décisions par une délibération de type consensuel. La mesure, non obligatoire, est destinée à assurer la solidité dans le temps de l'établissement et la non remise en cause de ses décisions.
Le 1er janvier 2013, avec la réforme des collectivités territoriales qui oblige chaque commune à intégrer un groupement de communes, Marzy qui cultivait auparavant son indépendance, intègre la Communauté d'agglomération de Nevers ce qui porte à douze le nombre de communes adhérentes.
Seule une commune de l'ancien SIVOM n'a pas rejoint la communauté d'agglomération : Saint-Éloi, qui fait déjà partie de la communauté de communes Loire et Allier. Les services d'autobus gérés par Nevers Agglomération vers cette commune ont été suspendus.
À la suite de la loi portant nouvelle organisation territoriale de la République, la commune de Parigny-les-Vaux deviendra la 13e commune de l'agglomération à partir du 1er janvier 2017. La communauté de communes Loire et Allier, comprenant six communes, envisage également de rejoindre l'agglomération de Nevers à une date ultérieure.
Le 1er janvier 2024, la commune de Saint-Éloi rejoint l'intercommunalité.

## Territoire communautaire

### Géographie
La communauté d'agglomération est traversée par la Loire. Elle est également desservie par le canal latéral à la Loire.

### Composition
La communauté d'agglomération est composée des 14 communes suivantes :

| Nom                  | Code Insee | Gentilé          | Superficie (km2) | Population (dernière pop. légale) | Densité (hab./km2) |
| -------------------- | ---------- | ---------------- | ---------------- | --------------------------------- | ------------------ |
| Nevers (siège)       | 58194      | Neversois        | 17,33            | 33 172 (2022)                     | 1 914              |
| Challuy              | 58051      | Challuysiens     | 18,89            | 1 468 (2022)                      | 78                 |
| Coulanges-lès-Nevers | 58088      | Coulangeois      | 10,8             | 3 678 (2022)                      | 341                |
| Fourchambault        | 58117      | Fourchambaultais | 4,55             | 4 019 (2022)                      | 883                |
| Garchizy             | 58121      | Garchizois       | 16,42            | 3 666 (2022)                      | 223                |
| Germigny-sur-Loire   | 58124      | Germignois       | 18,78            | 748 (2022)                        | 40                 |
| Gimouille            | 58126      | Gimouillois      | 14,26            | 414 (2022)                        | 29                 |
| Marzy                | 58160      | Marzyats         | 24,41            | 3 650 (2022)                      | 150                |
| Parigny-les-Vaux     | 58207      |                  | 31,47            | 965 (2022)                        | 31                 |
| Pougues-les-Eaux     | 58214      | Pouguois         | 12,72            | 2 388 (2022)                      | 188                |
| Saincaize-Meauce     | 58225      | Saincaizois      | 21,48            | 364 (2022)                        | 17                 |
| Saint-Éloi           | 58238      | Eligeois         | 16,45            | 2 220 (2022)                      | 135                |
| Sermoise-sur-Loire   | 58278      | Sermoisiens      | 24,88            | 1 490 (2022)                      | 60                 |
| Varennes-Vauzelles   | 58303      | Vauzelliens      | 33,99            | 9 166 (2022)                      | 270                |

### Démographie
| 1968   | 1975   | 1982   | 1990   | 1999   | 2010   | 2015   | 2021   | 2022   |
| ------ | ------ | ------ | ------ | ------ | ------ | ------ | ------ | ------ |
| 70 517 | 76 877 | 77 220 | 77 546 | 76 112 | 72 404 | 69 199 | 67 223 | 67 408 |

### Économie
L'agglomération de Nevers possède plusieurs industries souvent leader sur leurs marchés:
| Entreprise         | Effectif | Localisation       | Domaine D'activité                       |
| ------------------ | -------- | ------------------ | ---------------------------------------- |
| Centre hospitalier | 1 800    | Nevers             | Santé                                    |
| Technicentre SNCF  | 910      | Varennes-Vauzelles | Centre de maintenance ferroviaire        |
| U-Shin (ex-Valeo)  | 650      | Nevers             | Fabrication de serrure pour l'automobile |
| Textilot (Siége)   | 553      | Varennes-Vauzelles | Prêt-a-Porter                            |
| Armatis            | 339      | Nevers             | Centre de la relation clients            |
| Arquus             | 230      | Fourchambault      | Entretien de matériels militaire         |
| Look Bindings      | 170      | Nevers             | Fabrication de fixation de ski           |
| FPT Powertrain     | 140      | Fourchambault      | Construction Véhicules automobiles       |
| Eurosit (Siége)    | 128      | Nevers             | Fabrication de mobilier de bureau        |
| Look Cycle (Siége) | 125      | Nevers             | Fabrication d'article de sport           |
| Aisan Industry     | 125      | Nevers             | Fabrication de pompe a carburant         |
| Alfa Laval Spiral  | 116      | Nevers             | Fab. d'échangeur thermique               |
| Teva Santé         | 100      | Nevers             | Industrie Pharmaceutique                 |
| Centre Pharma      | 45       | Nevers             | Laboratoire Pharmaceutique/Cosmétique    |
| Davi               | 14       | Nevers             | Création d'outils de réalité virtuelle   |

## Administration

### Siège
Le siège de la communauté d'agglomération est situé à Nevers.

### Les élus
Le conseil communautaire de la communauté d'agglomération se compose de 44 conseillers, représentant chacune des communes membres et élus pour une durée de six ans.
Ils sont répartis comme suit :
| Nombre de conseillers | Communes                              |
| --------------------- | ------------------------------------- |
| 22                    | Nevers                                |
| 6                     | Varennes-Vauzelles                    |
| 3                     | Fourchambault                         |
| 2                     | Coulanges-lès-Nevers, Garchizy, Marzy |
| 1 (+1 suppléant)      | les 7 autres communes                 |

### Présidence
Le président : Denis Thuriot
Les vice-présidents :
| - 1er vice-président : Amandine Boujlilat (Nevers) - 2e vice-président : Alain Bourcier (Gimouille) - 3e vice-président : Alain Herteloup (Fourchambault) - 4e vice-président : Pascal Dessauny (Saincaize-Meauce) - 5e vice-président : Olivier Sicot (Varennes-Vauzelles) - 6e vice-président : Julien Jouhanneau (Coulanges-lès-Nevers) - 7e vice-président : Bénédicte Amelaine (Garchizy) - 8e vice-président : Fabrice Berger (Challuy) - 9e vice-président : Maurice Maletras (Germigny-sur-Loire) - 10e vice-président : Jacques Mercier (Parigny-les-Vaux) - 11e vice-président : Manuel De Jesus (Sermoise-sur-Loire) - 12e vice-président : Laurent Pommier (Nevers) - 13e vice-présidente, Sylvie Cantrel (Pougues-les-Eaux). |

| Période                                  | Période  | Identité       | Étiquette | Qualité                                           |
| ---------------------------------------- | -------- | -------------- | --------- | ------------------------------------------------- |
| Les données manquantes sont à compléter. |          |                |           |                                                   |
|                                          | 2014     | Didier Boulaud | PS        | Maire de Nevers (1993-2010), député puis sénateur |
| 2014                                     | En cours | Denis Thuriot  | LREM      | Maire de Nevers depuis 2014                       |

### Compétences
Son contrat d'agglomération a été signé en décembre 2004. Il comporte plusieurs volets :
- Formation et emploi : principalement requalification de 2 zones d'activités d'intérêt communautaire (Varennes-Vauzelles / Garchizy et Nevers-Est) et création d'une zone d'activité tertiaire au lieu-dit Le Bengy à Varennes-vauzelles en partenariat avec la CCI. Également boucle locale à haut débit.
- Environnement et aménagement : plan de déplacements urbains (PDU), plate-forme multimodale de la gare SNCF
- Qualité de services et accueil de l'agglomération : programme local de l'habitat (PLH), renouvellement urbain

### Régime fiscal et budget
Le régime fiscal de la communauté d'agglomération est la fiscalité professionnelle unique (FPU).

## Projets et réalisations
La communauté d'agglomération de Nevers identifie deux grands projets.
Le premier concerne la requalification de la route de Lyon, qui passe par Challuy, Sermoise-sur-Loire et Nevers. Appelé Entrée Sud Nevers-Challuy, il comporte l'intégration d'une piste cyclable de 3,3km (dont certaines parties partagées avec les piétons), la création de 165 places de stationnement, et la végétalisation du tracé (au moyen d'environ 300 arbres et de 20 00m² de surface désimperméabilisée ). Les travaux doivent commencer à la mi-2024, et durer six ans. Le projet vise avant tout à rendre la zone plus accessible aux piétons (végétalisation, augmentation du nombre de passages piétons...) et aux cyclistes (création de la piste cyclable).
Le deuxième projet est celui de la rénovation du centre des expositions. Les objectifs sont multiples, et s'axent autour de la polyvalence du futur bâtiment et de son éco-performance. Le nouveau centre doit être adapté à l'accueil de spectacles (augmentation de sa capacité, amélioration de son accoustique) mais aussi d'événements divers: conférences, foires, événements associatifs... Le but assumé est de pouvoir organiser des événements à portée nationale après la rénovation, donc d'améliorer la capacité d'accueil du centre expo. La rénovation implique aussi une adaptation aux normes écologiques: la taille du bâtiment sera réduite (de 9800 à 7700m²), il sera équipé de panneaux photovoltaïques et d'un système de récupération de l'eau de pluie, et l'isolation sera améliorée (surtout dans le grand hall). Les travaux ont commencé en janvier 2024, pour se terminer en septembre 2025. Le budget prévisionnel est de 19,7 millions d'euros, et est financé à 65,5% par Nevers Agglomération.

### Sources
- Le SPLAF (Site sur la Population et les Limites Administratives de la France)
- La base ASPIC